# Trichiotinus ventricosus
Trichiotinus ventricosus är en skalbaggsart som beskrevs av Thomas Casey 1915. Trichiotinus ventricosus ingår i släktet Trichiotinus och familjen Cetoniidae. Inga underarter finns listade i Catalogue of Life.